# Tramwaje w Toronto

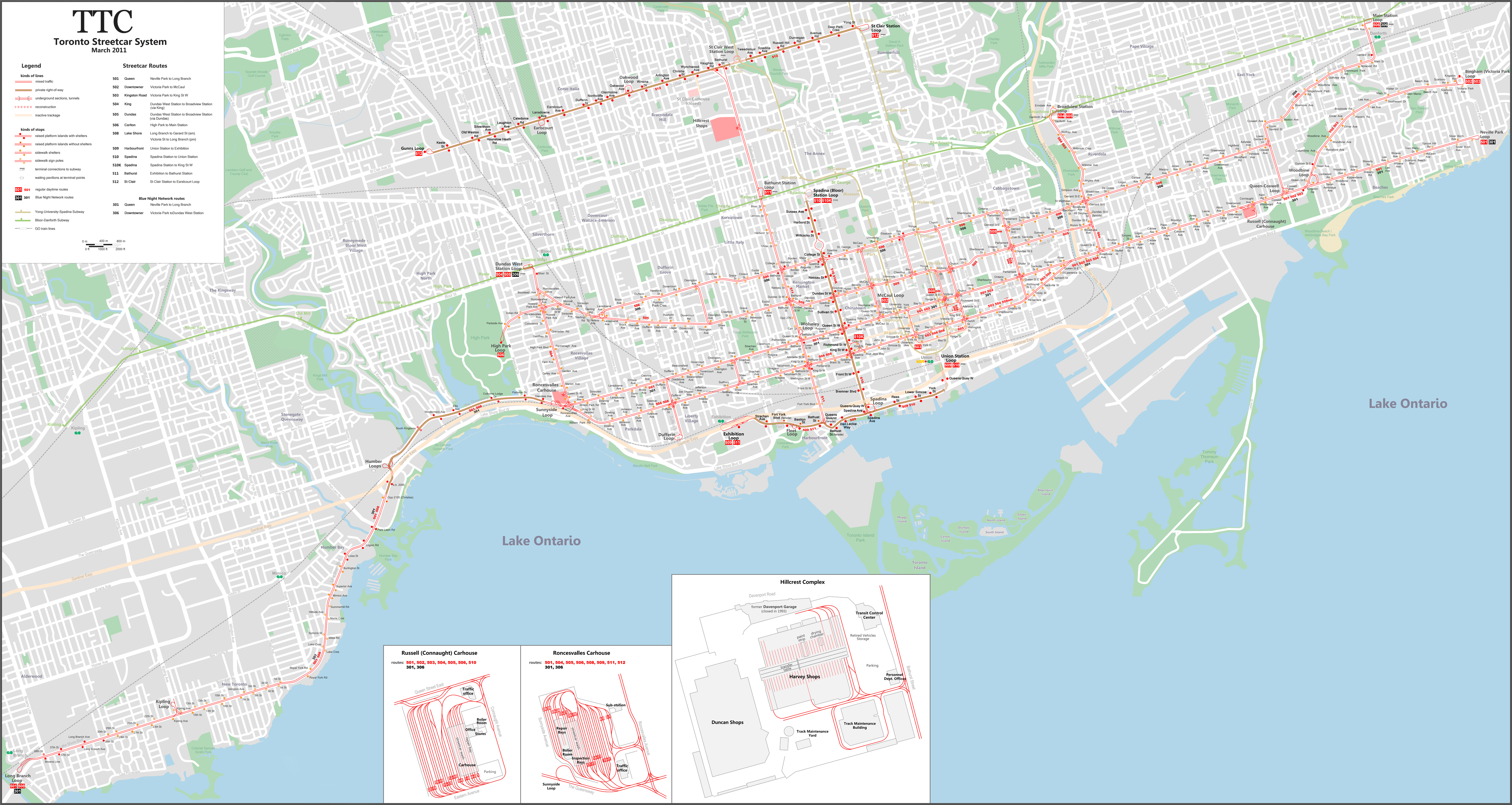
Mapa linii tramwajowych

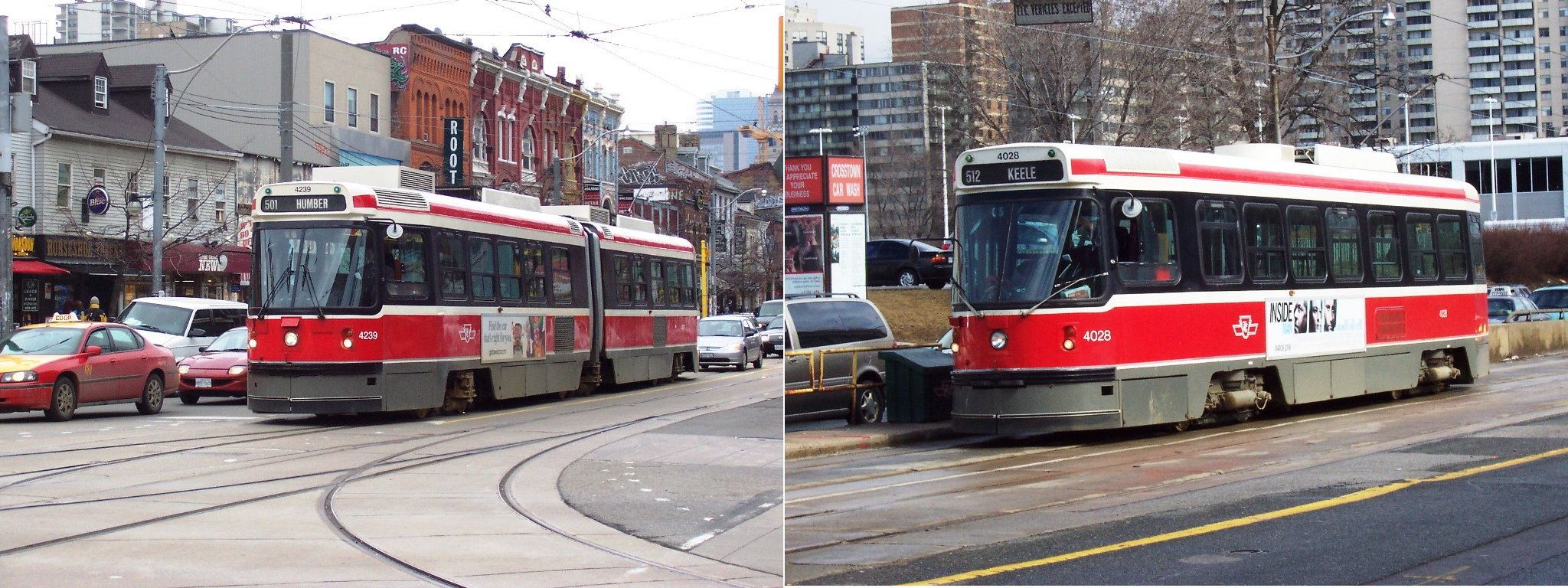
Tramwaje ALRV i CLRV

Tramwaje w Toronto − system komunikacji tramwajowej działający w kanadyjskim mieście Toronto.

## Historia
Tramwaje w Toronto otwarto w 1861 jako konne. W 1892 rozpoczęto eksploatację pierwszych tramwajów elektrycznych dzięki którym dwa lata później wycofano całkowicie tramwaje konne. W 1966 podjęto decyzję o całkowitej likwidacji tramwajów i zastąpieniem ich autobusami. Z tego planu zrezygnowano w 1972 i rozpoczęto remonty sieci tramwajowej. Obecnie planowana jest budowa 7 nowych linii tramwajowych o szerokości toru 1435 mm, która będzie obsługiwana przez Metrolinx i będzie funkcjonowała jako osobna sieć. 21 grudnia 2009 zainaugurowano budowę nowej linii tramwajowej o długości 14 km, która połączy stację metra Don Mills przez Sheppard Avenue z Meadowvale Road. Planowane zakończenie budowy to 2013.
Charakterystyczne dla sieci tramwajowej Toronto są dwa rodzaje sieci trakcyjnej – starsze fragmenty przystosowane są do odbieraków pałąkowych, natomiast nowsze do odbieraków ze ślizgaczem płaskim, co wymusza instalowanie dwóch rodzajów odbieraków na taborze.
204 wagonów Flexity w latach 2012–2020 dostarczył Bombardier; pojazdy te jednak okazały się dość zawodne – operator skarżył się m.in. awarie układów sterowania, silników trakcyjnych, drzwi, urządzeń elektrycznych, wadliwe spawy czy pisk kół.
W 2022 r. przewieziono ponad 26 mln pasażerów na dziewięciu liniach o łącznej długości tras ok. 355 km. 

## Tabor
Obecnie w Toronto są eksploatowane dwa typy tramwajów:
- CLRV – 189 sztuk
- ALRV – 52 sztuki (przegubowe)
- Bombardier Flexity – 204 szt.
- Alstom Flexity – docelowo 60 szt.

W 2008 ogłoszono przetarg na dostawę 204 nowych tramwajów, który później unieważniono. Przetarg ten został powtórnie ogłoszony przez Toronto Transit Commission (TTC) 27 sierpnia 2008. Zwycięzcą przetargu został Bombardier. Ma on dostarczyć w latach 2012–2018 204 tramwajów Flexity Outlook za kwotę 851 mln dolarów kanadyjskich. Kontrakt przewidywał również dostarczenie dodatkowych 400 wagonów. Rok później nowo budowane linie przejęło od Toronto Transit Commission Metrolinx i ta spółka została odpowiedzialna za zakup nowych tramwajów. Metrolinx korzystając z możliwości zakupu dodatkowych tramwajów kupił 182 tramwaje za kwotę 770 mln dolarów kanadyjskich, będą one obsługiwać 5 nowych linii o szerokości toru 1435 mm. Tramwaje mają zostać dostarczone do 2020.
Pierwszy wagon Flexity Alstomu wyjechał na ulicę Toronto 17 listopada 2023 – został wyprodukowany w przejętej fabryce Bombardiera w Kanadzie.
Charakterystyka tramwajów:
| parametr                 | TTC             | Metrolinx     | Alstom Flexity  |
| ------------------------ | --------------- | ------------- | --------------- |
| Długość                  | 30,25 m         | 31,96 m       | 28 m            |
| Szerokość                | 2,54 m          | 2,65 m        | ?               |
| Wariant                  | jednokierunkowy | dwukierunkowy | jednokierunkowy |
| Liczba miejsc siedzących | 74              | 60            | 70              |
| Całkowita pojemność      | 240             | 280           | 130             |
| Rozstaw szyn             | 1495 mm         | 1435 mm       | 1495 mm         |